# Berzunți
Berzunți è un comune della Romania di 5 380 abitanti, ubicato nel distretto di Bacău, nella regione storica della Moldavia.
ll comune è formato dall'unione di 3 villaggi: Berzunți, Buda e Dragomir.